# Волконка (Краснодарский край)
Волко́нка — село в Лазаревском районе муниципального образования «город-курорт» Сочи Краснодарского края. Входит в состав Кичмайского сельского округа.

## География
Селение расположено в центральной части Лазаревского района города-курорта Сочи, по обоим берегам реки Годлих. Находится в 8 км к юго-востоку от посёлка Лазаревское, в 59 км к северо-западу от Центрального Сочи и в 232 км к югу от города Краснодар (по дороге).
Через село проходит федеральная автотрасса А-147 «Джубга-Адлер» и железнодорожная ветка Северо-Кавказской железной дороги. Действует железнодорожная платформа Волконка.
Граничит с землями населённых пунктов: Солоники на северо-западе и Каткова Щель на юго-востоке. Село геодезически разделено на три части — Нижняя Волконка, Средняя Волконка и Верхняя Волконка.
Волконка расположена у причерноморского побережья в предгорной зоне края. Рельеф местности в основном холмистый с ярко выраженными колебаниями относительных высот. Средние высоты на территории села составляют около 28 метров над уровнем моря. Наиболее высшими точками в окрестностях села являются гора Серентх (732 м), расположенное к северо-востоку от села.
На территории селения развиты серо-лесные почвы с плодородным горным чернозёмом, благодаря которому в селе хорошо произрастают различные субтропические культуры. Благодаря близости моря, почвы постоянно насыщенны влагой.
Гидрографическая сеть представлена бассейном реки Годлих и его мелкими притоками. Также имеются источники сероводородной минеральной воды используемая для наружного применения.
Климат на территории села влажный субтропический. Среднегодовая температура воздуха составляет около +13,2°С, со средними температурами июля около +22,7°С, и средними температурами января около +5,7°С. Среднегодовое количество осадков составляет около 1350 мм. Основная часть осадков выпадает в зимний период.

## История
Точная дата образования села неизвестно. Первые упоминания о селе Волконское упоминаются в ревизии от 26 января 1923 года, где село было зарегистрировано в списке населенных пунктов Лазаревской волости Туапсинского района Черноморского округа Кубано-Черноморской области.
В 1934 году село было передано в состав Кичмайского сельского Совета Шапсугского района. В 1945 году Шапсугский район был реорганизован и переименован в Лазаревский район. 10 февраля 1961 года Лазаревский район включён в состав города-курорта Сочи, как один из его внутригородских районов.
С 26 декабря 1962 года по 12 января 1965 года село Волконка находилось в составе Туапсинского района. Затем обратно возвращён в состав Лазаревского внутригородского района города-курорта Сочи.

## Население
| 2002 | 2010 |
| ---- | ---- |
| 421  | ↗467 |

Национальный состав
По данным Всероссийской переписи населения 2010 года:
| Народ    | Численность, чел. | Доля от всего населения, % |
| -------- | ----------------- | -------------------------- |
| армяне   | 373               | 79,9 %                     |
| русские  | 78                | 16,7 %                     |
| украинцы | 10                | 2,1 %                      |
| другие   | 6                 | 1,3 %                      |
| всего    | 467               | 100 %                      |

## Инфраструктура
В селе отсутствуют объекты социальной инфраструктуры. Ближайшие школа, детский сад и больница расположены в близлежащих посёлках — Солоники и Каткова Щель.

## Экономика
Основную роль в экономике села играют садоводство и туризм. В окрестностях села действуют несколько крупных СНТ (садоводческих некоммерческих товариществ). К наиболее крупным СНТ относятся хозяйства — Факел, Учитель, Бородино, Звёздный, Звёздочка, Огнеборец, Восход, Заря, Связист, Коммунальник, Стоматолог и Монолит. Кроме того, в верховьях бассейна реки Годлих сохранились заброшенные черкесские сады, ныне носящие название — Старые Черкесские Сады.
Также важную роль в экономике села играет постепенно развивающийся экускурсионно-познавательный туризм. В селе расположены несколько баз отдыха и пансионаты.

## Достопримечательности
- Волконский дольмен-монолит.
- Сероводородные минеральные источники.

## Улицы
В селе две улицы — Ольховая и Курская. А также два переулка — Ольховый и Андреевский. 